# Згорній Коцян
Згорній Коцян (словен. Zgornji Kocjan) — поселення в общині Раденці, Помурський регіон, Словенія. Висота над рівнем моря: 280,2 м.